# Revalidatie
Revalidatie is een medische term die herstel betekent, of letterlijk weer valide worden na een ongeval, ziekte of medische ingreep zoals een operatie. Het revalidatieproces kan behoorlijk ingewikkeld zijn, en zowel lichamelijke als psychische aspecten omvatten. Vandaar dat een gespecialiseerde revalidatiearts de multidisciplinaire behandeling coördineert en de juiste disciplines voorschrijft: fysiotherapie of kinesitherapie (in België), ergotherapie, logopedie, psychotherapie, maatschappelijk werk, en verder hulp van bijvoorbeeld een revalidatietechnicus, orthopedisch schoenmaker, orthopedisch instrumentmaker, cognitief trainer, revalidatieverpleegkundige, bewegingsagoog of pedagoog.
De revalidatie begint daarom met een uitgebreid onderzoek door de revalidatiearts naar de stoornis en de gevolgen voor het functioneren van de patiënt. Hiernaast wordt er gekeken naar de motivatie en de specifieke situatie van de patiënt om haalbare doelen proberen op te stellen. Aan de hand van die doelen wordt besloten of revalidatie toegevoegde waarde kan hebben voor de patiënt. Gedurende de gehele revalidatie zal de revalidatiearts de samenwerking van de verschillende disciplines aansturen en begeleiden.